# Radeberger Land
Als das Radeberger Land wird die Region nordöstlich der sächsischen Landeshauptstadt Dresden bezeichnet, die sich um die Stadt Radeberg spannt.

## Geographie
Das Radeberger Land liegt am Westrand der Lausitzer Granitplatte, wo westlich von Ottendorf-Okrilla die Kleine Röder in die Große Röder mündet. Im Süden bildet die Schwarze Röder, die in Radeberg in die Große Röder mündet, die ungefähre Grenze. Zwischen den Kernstädten von Dresden und Radeberg befinden sich der zur Stadt Dresden gehörende Stadtwald (die Dresdner Heide) sowie die Dresdner Stadt- bzw. Ortsteile Langebrück und Klotzsche im Westen sowie Bühlau und Weißig im Süden.
Rund um das Radeberger Land liegen die Städte Pulsnitz im Norden, Großröhrsdorf im Nordosten, Stolpen im Südosten, das Schönfelder Hochland im Süden und Dresden im Südwesten. Das Schönfelder Hochland zählt zum Radeberger Land und gehört heute zur Stadt Dresden. Das gesamte Gebiet kann auf dem Radeberger Rundwanderweg (Grüner Punkt auf weißem Grund) erkundet werden.